# Рудгормаш
Рудгорма́ш — группа российских компаний по производству горной техники. Производственные площади компании расположены в Левобережном районе города Воронеж на территории около 60 гектар, где размещаются цеха литейного, сварочного, термического, гальванического производства, плазменной резки и механической обработки.

## История
Основано в 1939 году в рамках плана капитального строительства Народного комиссариата черной металлургии СССР как оборонный завод «Спец-2». В годы Великой Отечественной войны коллектив завода, а также оборудование были эвакуированы в г. Кемерово, а заводские мощности использовались для ремонта военной техники и изготовления миномётов .
С 1944 года предприятие входит в систему Главного управления машиностроительных заводов «ГЛАВМАШМЕТ» под наименованием «Машиностроительный завод ММП» (завод «Машмет»), выпуская комбайны для глины, печные вагонетки, лафеты, флотомашины, допрессовочные прессы и др.
Официально историю ведёт с 1 января 1949 года, когда на базе ремонтных мастерских вступил в строй завод «Машмет».
В середине 50-х годов завод начинает выпуск буровых станков БУ-2, электромагнитных сепараторов и щелевых дробилок, приобретая к 1957 году статус завода горно-обогатительного оборудования (сокращенно завода ГОО).
В 1957 году завод был переименован в Воронежский завод горно-обогатительного оборудования.
В 70-80-е годы в период управления предприятием Владимира Ивановича Мачулы, удостоенного в 1986 г. звания Героя Социалистического Труда, завод наращивает производство, происходит планомерная реконструкция предприятия и пополнение станочного парка завода новым оборудованием, осваивается и выпускается новое оборудование для шахт — погрузочно-транспортные машины ПД-5, ПТ-4, ВОМ и другие.
В процессе приватизации в 1996 году предприятие получает новое наименование "Открытое акционерное общество по буровому и транспортному оборудованию «Рудгормаш».
С 1994 по 2004 пост генерального директора занимал Анатолий Николаевич Чекменёв, с 2004 — президент компании.
В 2008—2009 году компания испытывала сложности, производство на предприятии тогда было приостановлено, а руководители заявляли о попытке рейдерского захвата. Позже контролирующий компанию Анатолий Чекменев стал фигурантом уголовного дела о мошенничестве и преднамеренном банкротстве, в итоге в октябре 2014 года суд оправдал фигурантов дела.
В 2009 г. «Рудгормаш» поставил оборудования на 703 млн рублей, в 2010 году — на 1 млрд 135 млн рублей (из них на долю экспорта пришлось около 400 млн рублей).

## Деятельность

### Основное производство
Предприятие выпускает буровые станки шарошечного бурения для добычи руды открытым способом, вибрационные грохоты , питатели, сепараторы и вакуум-фильтры для предприятий обогатительной промышленности, самоходные шахтные вагоны и транспортные машины для перевозки людей и грузов в условиях подземной выработки полезных ископаемых.
Основными потребителями продукции являются российские предприятия: ОАО "Качканарский ГОК «Ванадий» (входит в пятерку крупнейших горно-обогатительных предприятий России), Михайловский, Лебединский ГОКи, Оленегорский ГОК (одно из крупнейших в России предприятий по производству железорудного концентрата), ОАО «Карельский окатыш» (поставляет пятую часть всех производимых в России окатышей), ОАО «Апатит» (один из крупнейших мировых производителей фосфатного сырья), ПАО "Уралкалий" (один из крупнейших в мире производителей калийных удобрений).

### Литейное производство

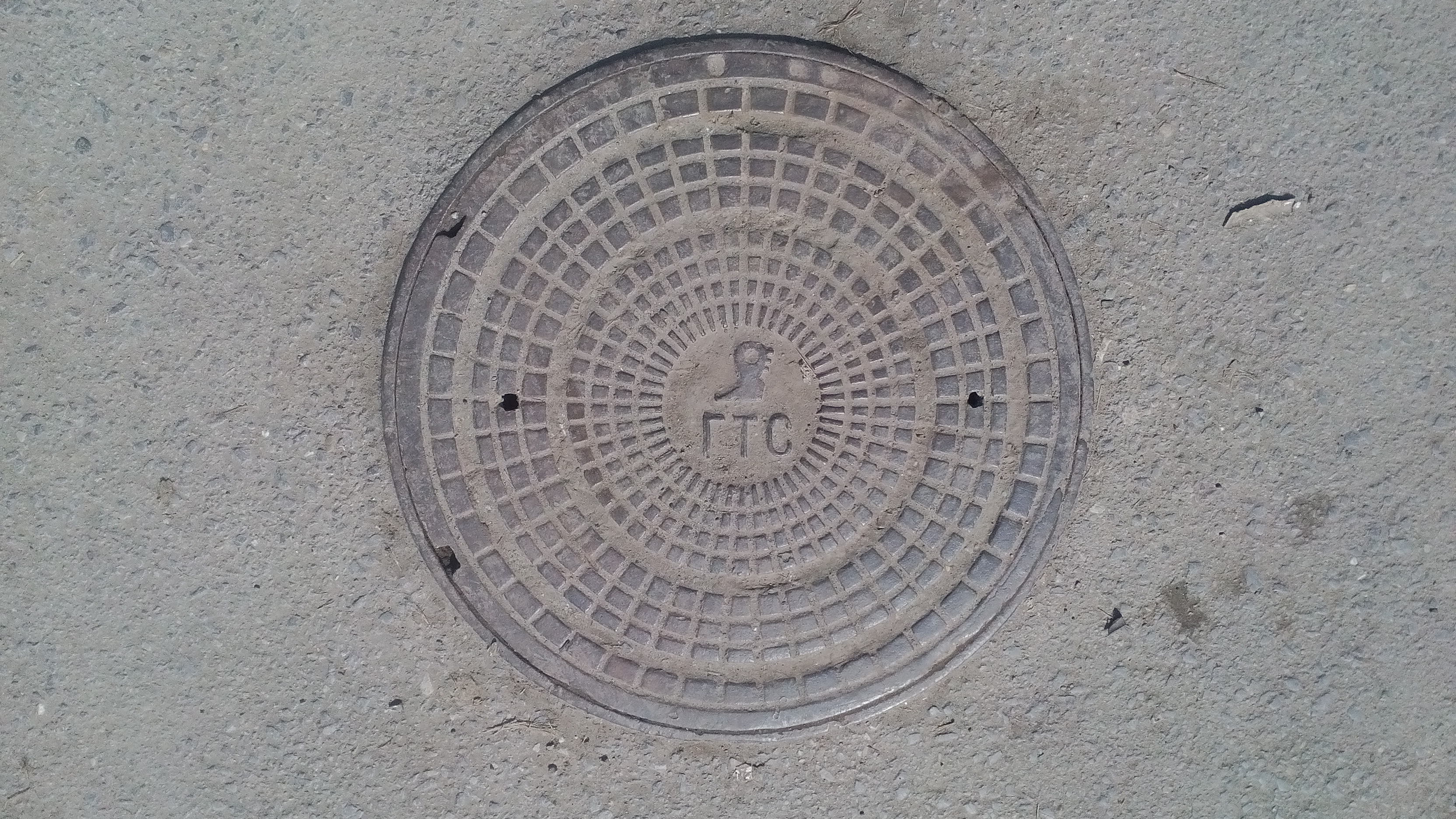
Произведённая предприятием крышка люка

Помимо основной деятельности предприятие также выполняет нестандартные заказы на литьё.
2003 г. — из чугуна отлита скульптура быка для племпредприятия «Воронежское», Воронежской области.
2005 г. — отлиты 6 колоколов для храма святых апостолов Петра и Павла в поселке Масловка, Воронежской области.
2014 г. — для сооружения музея-корабля русского флота «Гото Предестинация» отлиты копии 58 боевых пушек петровской эпохи.

## Социальные проекты
Предприятие является районообразующим. В период с 1940 по 1990 на пустыре вокруг завода строились многоквартирные дома и общежития для работников предприятия, формируя новый микрорайон Машмет.
В 1990 году на базе завода была организована сборная футбольная команда «Престиж». Команда шесть раз становилась чемпионом Воронежской области. На сегодняшний день под руководством рудгормашевских тренеров функционирует детская футбольная школа.